# Premios Webby
Los Premios Webby (del inglés: Webby Awards) son una serie de premios presentados a los «mejores sitios web del mundo» que son entregados desde 1996. Hay también una segunda serie de premios llamados los premios People's Voice para las mismas categorías dadas por votación popular.

## Premios otorgados
La IADAS ha entregado los Premios Webby y la elección popular cada primavera (desde 1996), y los Premios Webby de Negocios (inglés: Webby Business Awards) y menciones honrosas cada otoño (desde el 2003).
Los Premios Webby Webby requieren una tarifa de 250 US$ de parte de todos los sitios web que ellos nominan, cualidad que algunos blogs ven como una carga innecesaria.

### Categorías de los Premios Webby
En cada categoría son repartidos dos premios: un Premio Webby elegido por un panel de jueces y el premio popular elegido por los votos de los visitantes al sitio de los Premios Webby.
- Activismo: Sitios que facilitan el cambio político, movimientos sociales, derechos, educación pública, o revolución.
- Mejores Prácticas: Sitios que demuestran excelencia sin parangón en seis áreas:

1. Contenido
2. Estructura y Navegación
3. Diseño Visual
4. Interactividad
5. Funcionalidad
6. Experiencia Global

- Banda ancha: Sitios que entregan contenido interactivo para banda ancha.
- Comercio: Sitios dedicados a la venta de mercancías y productos online, o usando una 'innovación particular' en comercio electrónico.
- Comunidad: Sitios que crean/facilitan el establecimiento de comunidades en línea, conectividad and comunicación alrededor de intereses en común.
- Educación: Sitios que promueven la educación o entregan materiales de aprendizaje para adultos y niños.
- Moda: Sitios dedicados al estilo personal, vestimenta, diseño y accesorios.
- Cine: Sitios dedicados a la preservación, celebración y presentación de películas y cultura del cine.
- Financiero: Sitios que porveen servicios financieros y/o información.
- Juegos: Sitios dedicados a (la cultura de) los videojuegos.
- Gobierno y Leyes: Sitios dedicados a materias legales o gubernamentales.
- Salud: Sitios dedicados a mejorar la salud personal y el sentirse bien.
- Humor: Sitios dedicados a la comedia o al arte del reír.
- Niños: Sitios creados para "menores de 18 años".
- Logros de Vida: Un premio honorario entregado a individuos que han sido integrales en el crecimiento de la web.
- Vida: Sitios que proveen información y recursos que permiten a la gente vivir en sus propios términos.
- Música: Sitios dedicados a la distribución y presentación de música y de su cultura.
- NetArt: Sitios que integran arte y tecnología, explorando y expandiendo la distintiva capacidad del medio.
- Noticias: Sitios dedicados a anunciar y seguir la pista a lo que pasa actualmente.
- Sitio web Personal: Sitios creados por personas sobre ellas mismas, o sitios dedicados a un individuo.
- Política: Sitios que entregan información política.
- Impresos y Zines: Sitios dedicados a la palabra escrita, incluyendo versiones en línea de publicaciones impresas.
- Radio: Sitios con vínculos a una emisora, estación o programa de radio.
- Estrella Naciente: Dada al sitio con el mayor porcentaje de crecimiento en visitantes desde abril a mayo del año en cuestión, de acuerdo con los datos de Nielsen//NetRatings data. Los sitios deben cumplir con un tope mínimo de 500 mil visitantes únicos de abril a mayo para ser considerados.
- Ciencia: Sitios dedicados a la exploración científica y noticias.
- Servicios: Sitios que permiten realizar actividades del mundo real en línea.
- Espiritualidad: Sitios dedicados al espíritu o al alma, o sobre algún poder divino.
- Deportes: Sitios dedicados al deporte.
- Logros Técnicos: Sitios que implementan tecnología que amplían los límites, invitando a los visitantes a creer en lo que veían imposible.
- Top Global Properties: Dado al sitio que atrae la mayor cantidad de visitantes en los 14 países que mide Nielsen//NetRatings. (existe otro premio llamado el Top U.S. Properties, que mide solo las visitas en los Estados Unidos.)
- Viajes: Sitios dedicados a los servicios e información sobre viajes.
- TV: Sitios que son los homólogos en línea de programas de televisión o canales.
- Rareza: Sitios muy adelantados en pensamiento que se ven extraños cuando no son mirados con visión de futuro.
- Joven: (ver Niños)

### Categorías de los Premios Webby de Negocios
- Automotriz
- Servicios Creativos
- Servicios Financieros
- Comida y Bebida
- "Grandes Hazañas"
- Asistencia médica/Farmacéutica
- Información Tecnológica
- Medios/Entretenimiento
- Marketing y Comunicaciones
- Servicios Profesionales
- Venta al por menor
- Servicios Técnicos
- Telecomunicaciones
- Viajes/Turismo

### Categoría de Mención Honrosa
- Marcas y Diseño
- Reducción de Costos/Eficiencia Operacional
- Gestión en la relación con el cliente/Lealtad y retención de clientes
- Integración en Línea/Experiencia Offline
- Personalización
- Liderazgo en Ventas

### Discursos de aceptación
Los Webbys son famosos por limitar a quienes reciben los premios a discursos de cinco palabras, muchas veces de carácter humorístico. Por ejemplo, en los Webby 2006 el discurso de Cute Overload fue: «Not bad for posting kittens» («No está mal por publicar gatitos»); y el de TripAdvisor fue: «Because some hotels really suck» («Porque algunos hoteles realmente apestan»).

### Web hispanas galardonadas
En la edición de 2010, iwannagothere.com fue la primera web española en recibir el premio del jurado a web de viajes/Turismo
En el marco del 15° Festival Anual The Webby Awards 2011, la agencia digital chilena 4Sale obtuvo una mención honrosa en la categoría «Rich Media Promotional» por la aplicación web creada para Samsung Cámaras Digitales, diseñada por Rodrigo Figueroa y producida por Ignacio Zahr, diseñador y productor multimedia de la mencionada agencia.
| Web               | País              | Categoría | Año  |
| ----------------- | ----------------- | --------- | ---- |
| Iwannagothere.com | Bandera de España | Viajes    | 2010 |